# Craniometria

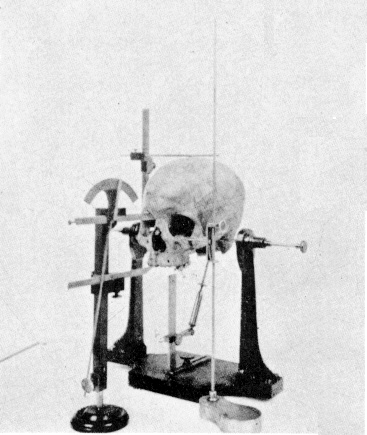
Crani humà i eines de mesura del 1902.

La craniometria és la ciència que estudia les mides del crani. Les mides són la llargada (diàmetre anteroposterior màxim), l'amplada (línia màxima entre els dos laterals), l'altura (distància entre el basi i el bregma o distància basibregamàtica), l'amplada de la cara (la bissigomàtica màxima, i la bimaxil·lar màxima, és a dir la distància entre els dos zigis o entre els dos punts zigimaxilars màxims).

## Índex cranials
Amb les mides s'obtenen uns índex cranials, calculats per la relació centesimal de dos mesures entre si. Els índex més corrents són:
- Índex cefàlic horitzontal: 100 x amplada dividit per la llargada.
- Índex vèrticolongitudinal: 100 x altura dividit per la llargada.
- Índex verticotransversal: 100 x altura dividit per l'amplada.
- Índex facial: 100 x altura de la cara dividit per amplada de la cara.

D'acord amb aquests índexs, es distingeixen:
- Respecte a l'índex cefàlic horitzontal (o simplement índex cefàlic) els dolicocèfals, els mesocèfals (o mesaticèfals) i els braquicèfals, de menor a major índex.

- Respecte a l'índex vèrticolongitudinal: els camecèfals, ortocèfals i hipsicèfals, de menor a major índex.

- Respecte a l'índex vèrticotransversal: els tapeinocèfals, els metriocèfals i els acrocèfals, també de menor a major.

- Respecte a l'índex facial: els camepròsops, els leptopròsops i els mesopròsops.

- Respecte a altres índexs: cameconcs, mesoconcs i hipsiconcs (índex orbitari); leptorrins, mesorrins i platirrins (índex nasal); leptostafilins, mesostafilins i braquistafilins (índex palatí).

- La inclinació de la línia de perfil sobre el pla horitzontal permet distingir als prògnats, ortògnats (o mesògnats) i hiperortògnats.

- Els cranis en què la porció mitjana de la cara és molt ampla són eurignats.

Per la seva capacitat cranial es divideixen en nanocèfals (baixa capacitat per sota de 1.200 cm3), euricèfals (1.200 a 1600) i cèfalons (més de 1600), amb dos subgrups intermedis: els emetrocèfals (1150 a 1300) i els encèfals (1300 a 1700). Els microcèfals (menys de 1150), els elatocèfals (1150 a 1300), els oligocèfals (1.300 a 1.400), els metriocèfals (1.400 a 1.500) i els megalocèfals (més de 1.500) són altres classificacions i denominacions.

## Punts clau de mesurament del crani
- L'acanti o punt espinal (situat en el centre inferior del forat del nas)
- el punt dental (el punt situat al centre dels dents considerant el centre tant al llarg com a l'ample)
- els dacris (situats a la part superior del buit dels ulls a la part més propera al nas)
- els punts fronto-temporals (laterales del front)
- la glabel·la (a la part central baixa del front)
- el gnati o símfisi (la part central inferior de la barbeta)
- els gonis (laterals inferiors de la mandíbula)
- els iugals (part superior dels pòmuls)
- els infraorbitaris (lleugerament per sota de la part inferior del buit dels ulls)
- els malars o pomulars (part inferior dels pòmuls)
- els mentals (en el centre de la mandíbula un cap a l'esquerra i un cap a la dreta)
- el metopi (centre del front)
- el nasi (part superior del nas, al centre per damunt del buit nasal)
- els nasals inferiors (a dreta i esquerra del buit del nas a la part superior del buit)
- els nasals superiors (a dreta i esquerra més amunt de part superior del vuit del nas, tenint entre ambdós el nasi)
- els orbitals (part inferior del buit dels ulls)
- l'ofri (a la part inferior del front per damunt del gnati)
- el pogoni (centre de la mandíbula tant per alt com per ample, vista de front)
- el prosti o punt alveolar (al centre de la mandíbula superior tocant als dents)
- el rini (al centre de la part superior del buit del nas)
- els supraorbitaris (part superior central del buit dels ulls)
- els esfèns o pteris (senys)
- el símfisi (centre de la part superior de la mandíbula, sota les dents)
- els punts de tuberositat frontal (laterals superiores del front)
- els zigis o zigions, a la part exterior dels pòmuls. És un punt craniomètric lateral situat al punt més sortint de l'arc format per l'apòfisi de l'os temporal i el pòmul.[1]
- els zigimaxilars (part inferior dels pòmuls)
- els zigorbitals (part inferior central del buit dels ulls)
- el asteri (punto que se situa darrere les orelles a la seva part inferior)
- el bregma (centre del crani a la part superior)
- els auriculars (prop del punt d'unió de la mandíbula inferior amb el crani, a la part en què la mandíbula inferior està més propera a l'orella)
- els frontomalars orbitals (part superior del buit dels ulls a la part més propera als extrems laterals del crani)
- els frontomalars temporals (propers als anteriors, determinen el final del front en cada costat)
- l'ini (situat a la part de la base del crani, part posterior)
- els coronis (unió de la mandíbula inferior amb el crani al seu punt més allunyat de l'orella)
- el lambda (punt a la part posterior del crani, al centre)
- el crotafi (darrere els senys)
- l'estefani (més amunt dels senys)
- l'obeli (a la part superior del crani, en el centre i proper a la part posterior)
- el basi (punt més proper a la mandíbula del buit del crani a la seva base o posició basilar)
- l'opisti (punto més llunyà a la mandíbula del buit del crani en norma basilar)
- l'oral (a la part central de la mandíbula inferior, en norma basilar)
- el pori (situat a pocs centímetres de l'oral, en direcció al basi)
- l'estafilí (punto central al dibuixar una línia entre els extrems dels dents de la mandíbula superior)
- el geni (en el centre inferior de la mandíbula inferior, per la part posterior de la mateixa)
- el lingual (en el centre superior de la mandíbula inferior, per la part posterior de la mateixa)

## Craniometria i antropologia als Països catalans
L'estudi d'ossos fossilitzats, especialment els ossos del crani, aporten sovint una informació molt valuosa en l'estudi d'homínids i altres espècies.
Als Països catalans, les restes humanes neolítiques estudiades corresponen a la zona de la costa valenciana, i no difereixen molt de la població actual: un tipus mediterrani sorgit d'emigrants orientals barrejats entre si i amb la població local neolítica o postmesolítica. La mitjana d'altura és d'1,65 metres; el crani és dolicocèfal; no apareix la platicefàlia (de platys, ample, i kephalé, cap: anomalia de la forma del crani resultant de la sinostosis o soldadura prematura de la sutura coronal en la seva part inferior) sinó la hipsicefàlia (o sigui cap llarg, alt i estret).

## La craniometria i els trastorns encefàlics
Moltes anomalies i deformacions encefàliques tenen una relació directa amb la forma del crani.
- Anomalies més comunes: 
  - hidrocefàlia
  - macrocefàlia
  - microcefàlia

- Deformacions més comunes:
  - cimbocefàlia
  - cinocefàlia o forma de cadira de muntar
  - escatocefàlia o esfenocefàlia en forma de canoa
  - leptocefàlia o estretesa del pteri
  - oxicefàlia o forma de piló de sucre
  - plagiocefàlia o manca de simetria[2]
  - paquicefàlia
  - platibàsia; lleugerament diferent de la platicefàlia
  - platicefàlia
  - pirgocefàlia
  - trigonocefàlia o forma triangular amb vèrtex al front
  - trococefàlia o forma esfèrica